# اگیواس جورجیوس، کیرنیا
اگیواس جورجیوس، کیرنیا (به لاتین: Agios Georgios, Kyrenia) یک منطقهٔ مسکونی در قبرس است که در ناحیه گیرنه واقع شده‌است.